# Histiophryne
Histiophryne es un género de peces que pertenece a la familia Antennariidae, vive en aguas que comprenden Taiwán y Australia del sur.

## Especies
Especies reconocidas:
- Histiophryne bougainvilli Valenciennes, 1837
- Histiophryne cryptacanthus M. C. W. Weber, 1913
- Histiophryne maggiewalker R. J. Arnold & Pietsch, 2011[1]
- Histiophryne pogonius R. J. Arnold, 2012[2]
- Histiophryne psychedelica Pietsch, R. J. Arnold & D. J. Hall, 2009

### Lectura recomendada
- Nelson, Joseph S. 1994. Fishes of the World, Third Edition. xvii + 600.